# Cambarus truncatus
Cambarus truncatus är en kräftdjursart som beskrevs av Hobbs 1981. Cambarus truncatus ingår i släktet Cambarus och familjen Cambaridae. IUCN kategoriserar arten globalt som nära hotad. Inga underarter finns listade i Catalogue of Life.